# الجيش السادس (الإمبراطورية الألمانية)
الجيش السادس ( (بالألمانية: 6. Armee / Armeeoberkommando 6 / A.O.K. 6) Armee / Armeeoberkommando 6 / AOK 6 ) جيش للجيش الإمبراطوري الألماني في الحرب العالمية الأولى. تم تشكيلها على التعبئة في أغسطس 1914 من مفتشية الجيش الرابع. تم حل الجيش في عام 1919 أثناء التسريح بعد الحرب.

## التاريخ
عند اندلاع الحرب العالمية الأولى، أعطيت قيادة الجيش لروبريخت، ولي بافاريا ( Kronprinz Rupprecht von Bayern ). تألف الجيش السادس في البداية من وحدات الجيش البافاري (التي احتفظت بالسيادة العسكرية بعد توحيد ألمانيا )، مع بعض الوحدات البروسية الإضافية. أثناء تنفيذ الخطة السابعة عشرة، تمركز الجيش السادس في القطاع المركزي، الذي يغطي لورين.
في أغسطس 1914، في معركة لورين، تمكن الجيش السادس لروبريخت من التمسك بالهجوم الفرنسي، باستخدام انسحاب مزور لجذب الجيوش المتقدمة إلى مواقع دفاعية معدة.

### وسام المعركة ، أغسطس 1914 ، لورين
لمعركة لورين في أغسطس 1914، كان للجيش السادس التكوين التالي:
| تنظيم الجيش السادس - أغسطس 1914 ، لورين | تنظيم الجيش السادس - أغسطس 1914 ، لورين | تنظيم الجيش السادس - أغسطس 1914 ، لورين |
| جيش                                     | سلاح                                    | قطاع                                    |
| --------------------------------------- | --------------------------------------- | --------------------------------------- |
| الجيش السادس                            | الفيلق الحادي والعشرون                  | الشعبة 31                               |
| الجيش السادس                            | الفيلق الحادي والعشرون                  | الشعبة 42                               |
| الجيش السادس                            | أنا فيلق البافارية                      | الفرقة البافارية الأولى                 |
| الجيش السادس                            | أنا فيلق البافارية                      | الفرقة البافارية الثانية                |
| الجيش السادس                            | الفيلق البافاري الثاني                  | الفرقة البافارية الثالثة                |
| الجيش السادس                            | الفيلق البافاري الثاني                  | الفرقة البافارية الرابعة                |
| الجيش السادس                            | الفيلق البافاري الثالث                  | الشعبة البافارية الخامسة                |
| الجيش السادس                            | الفيلق البافاري الثالث                  | الشعبة البافارية السادسة                |
| الجيش السادس                            | أنا فيلق الاحتياط البافاري              | شعبة المحمية البافارية الأولى           |
| الجيش السادس                            | أنا فيلق الاحتياط البافاري              | قسم المحمية البافارية الخامسة           |
| الجيش السادس                            | تحت قيادة الجيش المباشرة                | لواء مدفعية القدم البافاري الأول        |
| الجيش السادس                            | تحت قيادة الجيش المباشرة                | الرائد السادس العام                     |
| الجيش السادس                            | تحت قيادة الجيش المباشرة                | اللواء Landwehr مختلط البافاري 5TH      |

## القادة
كان للجيش السادس القادة التاليون خلال وجوده.
| من عند        | قائد                                      | سابقا                                   | بعد ذلك                                 |
| ------------- | ----------------------------------------- | --------------------------------------- | --------------------------------------- |
| 2 أغسطس 1914  | Generaloberst روبرخت ولي عهد بافاريا      | IV تفتيش الجيش ( IV. Armee-Inspektion ) | <i id="mwxQ">Heeresgruppe</i> Rupprecht |
| 23 يوليو 1916 | Generalfeldmarschall Rupprecht of Bavaria | IV تفتيش الجيش ( IV. Armee-Inspektion ) | <i id="mwxQ">Heeresgruppe</i> Rupprecht |
| 28 أغسطس 1916 | Generaloberst Ludwig von Falkenhausen     | القيادة العليا للدفاع الساحلي           | الحاكم العام لبلجيكا                    |
| 23 أبريل 1917 | الجنرال دير إنفانتري أوتو فون أدناه       | <i id="mw2Q">Heeresgruppe</i> أدناه     | الجيش الرابع عشر                        |
| 9 سبتمبر 1917 | الجنرال دير إنفانتيرى فرديناند فون كواست  | فيلق الحرس                              |                                         |